# Lista över vattendrag i Albanien

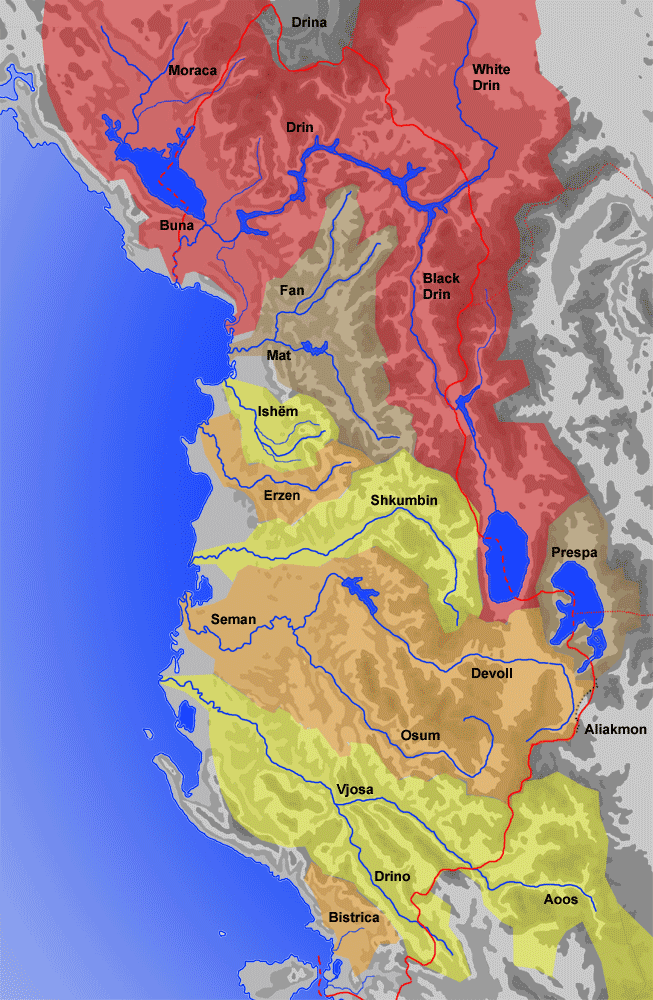
Karta över stora vattendrag i Albanien.

Detta är en lista över vattendrag i Albanien. Albaniens hydrografiska nätverk består av 8 stora vattendrag som utgör mer än 152 flodströmmar och anslutande vattendrag. De strömmar i huvudsak från sydöst till nordväst, mot Adriatiska havet. Den genomsnittliga årliga vattenföringen för alla vattendrag i Albanien är drygt 1 300 m³/s, vilket motsvarar en specifik avrinning på 29 l/s.km², en av de högsta i Europa.

## Adriatiska havet
- Buna (41 km)
  - Drini (nära Shkodra)
    - gren av Drini (nära Vau-Dejës)

  - Shkodrasjön  (nära Shkodër)
    - Moraca (vid Žabljak Crnojevica)
      - Cem/Cijevna (nära Podgorica)
- Drini (285 km)
  - Valbonës (nära Fierzë)
  - Svarta Drin (vid Kukës)
  - Vita Drin (vid Kukës)

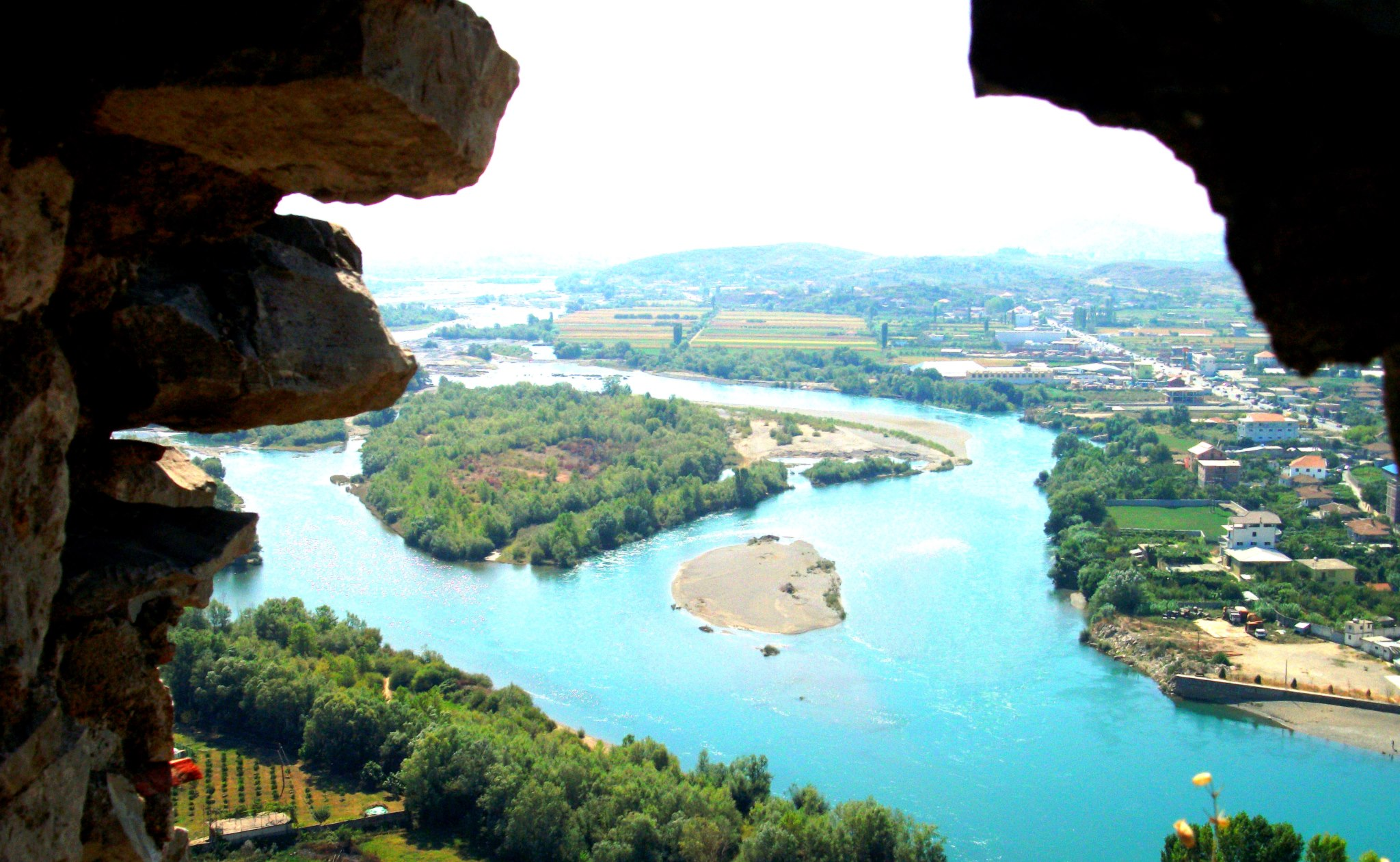
Drinis floddelta.

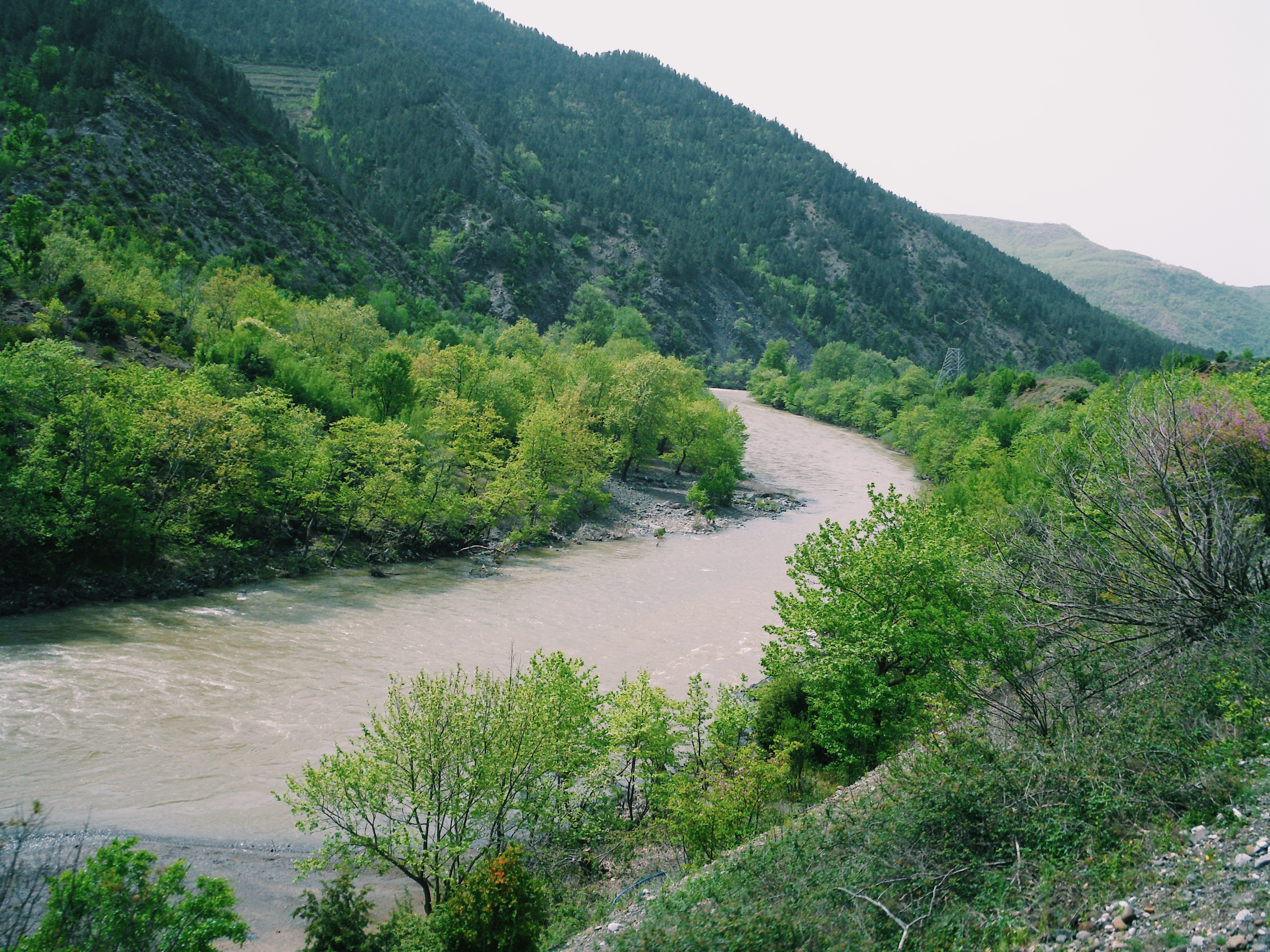
Shkumbins älvdal.

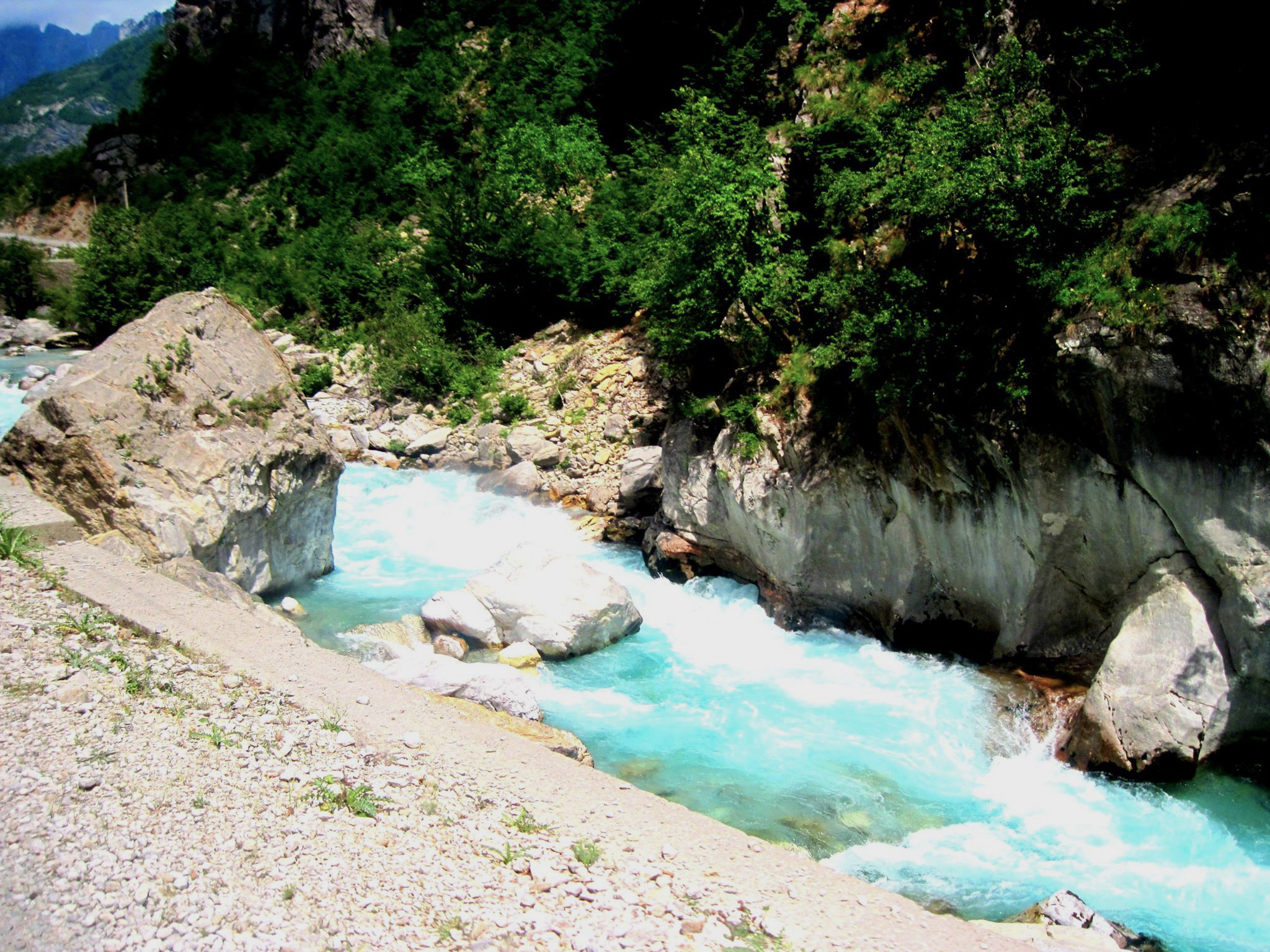
Valbonës.

  - Kir (nära Shkodra till bifurkationsgren)
- Mat (115 km)
  - Fan (nära Milot)
- Ishëm (74 km)
  - Zezë (nära Kodër-Thumanë)
  - Gjole (nära Kodër-Thumanë)
    - Tiranë (nära Prezë)
      - Lanë (nära Bërxullë)

    - Tërkuzë (nära Prezë)
- Erzen (108 km)
- Shkumbin (181 km)
- Seman (85 km)
  - Devoll (nära Kuçova)
  - Osum (nära Kuçova)
- Vjosë (192 km)
  - Shushicë (nära Armen)
  - Drino (vid Tepelenë)
  - Sarantaporos (nära Çarshovë[förtydliga])

## Joniska havet
- Bistricë (25 km)